# NGC 4333
NGC 4333 is een balkspiraalstelsel in het sterrenbeeld Maagd. Het hemelobject werd op 13 april 1784 ontdekt door de Duits-Britse astronoom William Herschel.

## Synoniemen
- MCG 1-32-34
- ZWG 42.65
- VCC 637
- NPM1G +06.0337
- PGC 40217